# جومو کوامه سوندارام

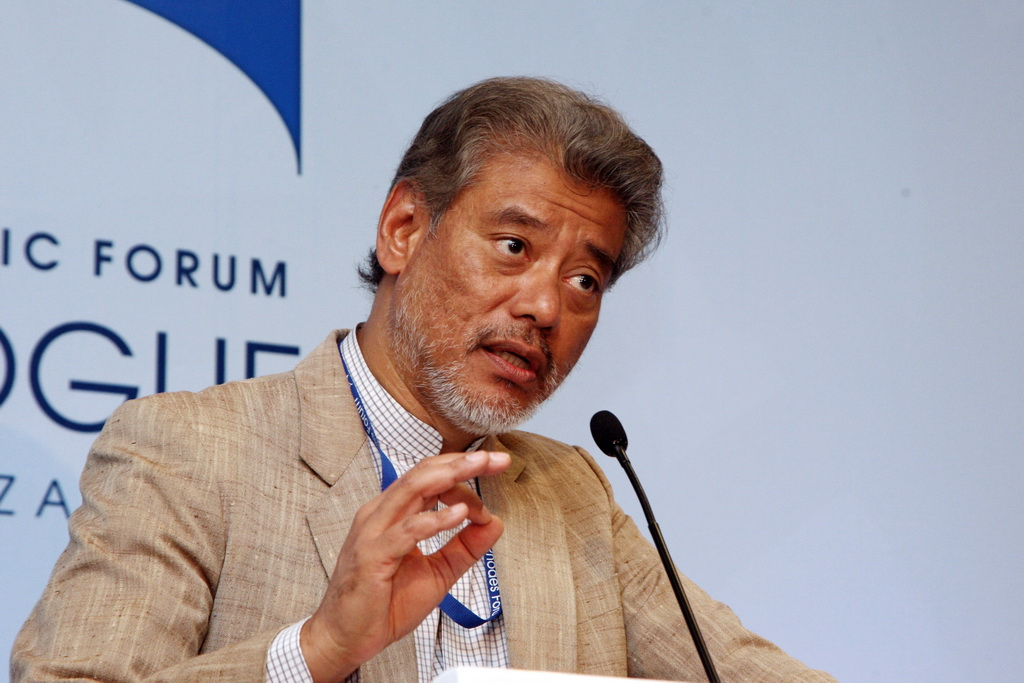

جومو کوامه سوندارام (تامیلی: ஜோமோ குவாமே சுந்தரம்) (متولد ۱ دسامبر ۱۹۵۲)، یک اقتصاددان برجسته مالزیایی است. او مشاور ارشد مؤسسه تحقیقاتی خزانه، عضو مدعو در «ابتکار گفتگو برای سیاست»، استاد مدعو دانشگاه کلمبیا، و استاد معین در دانشگاه بین‌المللی اسلامی مالزی (IIUM) است.